# Assedio di Gibilterra (1727)
L'assedio di Gibilterra del 1727 vide le forze spagnole assediare la guarnigione britannica di Gibilterra durante la guerra anglo-spagnola. A seconda delle fonti il numero degli aggressori spagnoli varia tra 12 000 e 25 000 unità, mentre il numero dei difensori inglesi, inizialmente di 1 500 unità, aumentò fino a 5 000 Dopo un assedio di 5 mesi con diversi insuccessi e molto dispendioso, le truppe spagnole rinunciarono e si ritirarono. Dopo il fallimento dell'assedio, la guerra volse a termine aprendo la strada al trattato di El Pardo del 1728 e al trattato di Siviglia firmato nel 1729.